# Annéville-la-Prairie
Annéville-la-Prairie település Franciaországban, Haute-Marne megyében. Lakosainak száma 94 fő (2022. január 1.). Annéville-la-Prairie Lamancine, Meures, Ormoy-lès-Sexfontaines, Oudincourt és Bologne községekkel határos.

## Népesség
A település népességének változása:
| Lakosok száma | 84   | 92   | 85   | 72   | 67   | 77   | 86   | 91   | 93   | 94   |
|               | 1968 | 1982 | 1990 | 2006 | 2013 | 2015 | 2017 | 2019 | 2020 | 2022 |